# Абербаргойд
Аберба̀ргойд (на уелски: Aberbargoed, произношение в Англия по-близко до Абърбаргойд) е град в Южен Уелс, графство Карфили. Разположен е около левия бряг на река Римни на около 20 km на север от централната част на столицата Кардиф. Срещу него на десния бряг на река Римни е град Баргойд. Има обща жп гара с град Баргойд. Добив на каменни въглища до 1977 г. Населението му е 9184 жители според данни от преброяването през 1991 г.